# Championnats du monde de cyclo-cross 1971
Navigation
Édition précédente Édition suivante
Les championnats du monde de cyclo-cross 1971 ont lieu le 28 février 1971 à Apeldoorn aux Pays-Bas. Deux épreuves masculines sont au programme.

## Podiums
| Épreuves | Or                | Argent           | Bronze           |
| -------- | ----------------- | ---------------- | ---------------- |
| Élites   | Eric De Vlaeminck | Albert Van Damme | René De Clercq   |
| Amateurs | Robert Vermeire   | Dieter Uebing    | Jacques Spetgens |

## Résultats

### Classement des élites
| Pos. | Cycliste                 | Pays            | Temps           |
| ---- | ------------------------ | --------------- | --------------- |
|      | Eric De Vlaeminck        | Belgique        | 1 h 00 min 10 s |
|      | Albert Van Damme         | Belgique        | + 0:10          |
|      | René De Clercq           | Belgique        | + 2:40          |
| 4    | Peter Frischknecht       | Suisse          | + 2:54          |
| 5    | Hermann Gretener         | Suisse          | + 3:42          |
| 6    | Julien Vanden Haesevelde | Belgique        | + 3:45          |
| 7    | Renato Longo             | Italie          | + 3:55          |
| 8    | Charles Rigon            | France          | + 4:01          |
| 9    | Cees Zoontjens           | Pays-Bas        | + 4:58          |
| 10   | John Atkins              | Grande-Bretagne | + 5:27          |

### Classement des amateurs
| Pos. | Cycliste            | Pays                 | Temps       |
| ---- | ------------------- | -------------------- | ----------- |
|      | Robert Vermeire     | Belgique             | 54 min 35 s |
|      | Dieter Uebing       | Allemagne de l'Ouest | + 0:06      |
|      | Jacques Spetgens    | Pays-Bas             | + 0:31      |
| 4    | Ekkehard Teichreber | Allemagne de l'Ouest | + 0:37      |
| 5    | Gertie Wildeboer    | Pays-Bas             | + 0:53      |
| 6    | Christopher Dodd    | Grande-Bretagne      | + 1:03      |
| 7    | Jakob Küster        | Suisse               | + 1:10      |
| 8    | Jiří Murdych        | Tchécoslovaquie      | + 1:21      |
| 9    | Albert Scheffer     | Pays-Bas             | + 1:40      |
| 10   | Jean-Michel Richeux | France               | + 1:47      |

## Tableau des médailles
| Rang | Nation               | Or | Argent | Bronze | Total |
| ---- | -------------------- | -- | ------ | ------ | ----- |
| 1    | Belgique             | 2  | 1      | 1      | 4     |
| 2    | Allemagne de l'Ouest | 0  | 1      | 0      | 1     |
| 3    | Pays-Bas             | 0  | 0      | 1      | 1     |